# Crown Hall
El S. R. Crown Hall, diseñado por el arquitecto alemán Ludwig Mies van der Rohe, es la sede del College of Architecture (facultad de Arquitectura) del Instituto de Tecnología de Illinois en Chicago, Illinois. 

## Arquitectura

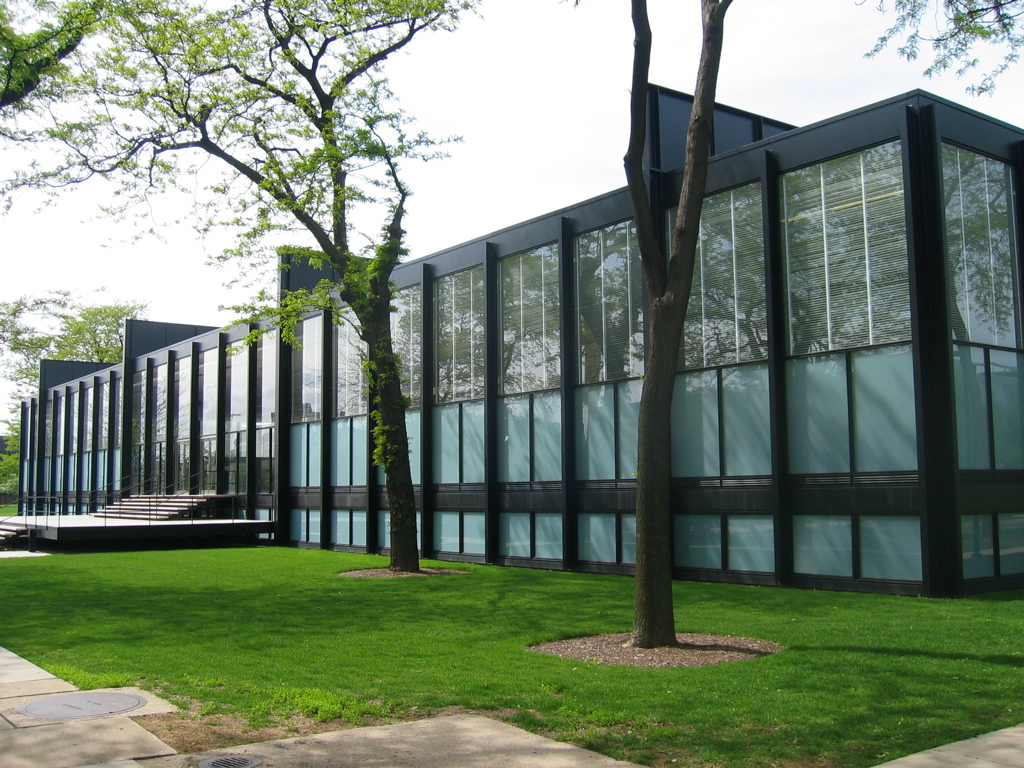
Fachada frontal del Crown Hall.

Considerada una de las obras maestras de Mies van der Rohe, el Crown Hall es uno de los edificios más significantes en la arquitectura del Movimiento Moderno. El Crown Hall fue completado en 1956, mientras Mies van der Rohe era director del departamento de Arquitectura del IIT.
Situado céntricamente en el campus del Illinois Institute of Technology, al sur del centro de Chicago, el edificio alberga la escuela de arquitectura. El edificio, de dos pisos, se configura como un rectángulo puro, de unos 67 por 36 por 7 metros, que encierra un espacio interior libre de columnas en el nivel superior, apoyado sobre un nivel inferior rehundido. Cuatro vigas de acero soldadas a ocho columnas en H conforman la estructura primaria desde la cual se suspende el techo. Este diseño deriva del restaurante drive in que poco antes van der Rohe había construido, el Cantor Drive-In Restaurant, en 1945. El Crown Hall se caracteriza por una estética de simplicidad industrial, con una estructura de acero expuesta y claramente articulada. Los huecos de la trama de acero se cubren con grandes hojas de vidrio de variada transparencia, resultando una ligera y delicada fachada de cristal envolviendo la planta abierta.
Mientras el nivel inferior consiste en habitaciones compartimentadas, el piso superior, que ocupa el 50% del área total del edificio, está dedicado a un único espacio de estudio de arquitectura, cerrado por paredes de vidrio. Mies le llamaba "espacio universal", haciendo entender que era completamente flexible en uso. 
Tras su inauguración, Mies van der Rohe la declaró "la estructura más clara que hemos hecho, la mejor para expresar nuestra filosofía". Un crítico la llamó "el Partenón del siglo XX. [cita requerida]